# 缅甸掸邦东部第四特区
缅甸掸邦东部第四特区，又称掸邦东部第四特区、缅甸掸邦第四特区或掸邦第四特区，通称第四特區、四特、四特區、小勐拉或勐拉，是位于缅甸掸邦东部邊陲山区的一个事实上的自治区，成立于1989年，首府勐拉，辖区面积约4952平方公里，人口约11万人。2008年缅甸新宪法修订后，在缅甸政府區劃中現分屬勐拉县勐拉镇区、勐养县勐养镇区和勐永县勐永镇区。

## 历史沿革
在1960年以前，該地曾是雲南人民反共志願軍第1軍駐地。:4591960年底中緬邊境作戰消滅了國軍據點。:249、250此後因輸出革命，缅甸共产党在該地設立815军区。
1986年底，815军区在湄公河州地方行政设立勐拉县、色勒县、南板县和湄公河州。
1989年4月19日，吴再林领导的815军区宣布脱离缅共，随后与缅甸军政府达成停火协议，815军区成为了缅甸的“掸邦东部第四特区”，原部隊改组成掸邦东部民族民主同盟军。
第四特區承認其屬於緬甸聯邦以及撣邦的一部份，升旗儀式時同時升起緬甸國旗、撣邦邦旗和第四特區區旗。

## 地理
特区位於緬甸撣邦東北部，北与中国云南省西双版纳接壤，东与老挝接壤，西与佤邦相邻。

## 行政区划
缅甸掸邦东部第四特区下设3县：勐拉县、色勒县、南板县。
- 勐拉縣下轄7鄉：勐拉乡、塔邦岱乡、邦果乡、蚌煽乡、勐马乡、万丹乡、万哈乡；
- 色勒縣下轄8鄉：色勒乡、景坎乡、德劳乡、南佧乡、瑙侯乡、木尖乡、养广乡、万卡乡；
- 南板縣下轄11鄉：帕章乡、景康乡、玖伟乡、迪斯乡、帕沙乡、帕罗乡、勐康乡、勐索乡、湄公河乡、万科乡、温龙乡。

## 政治军事
缅甸掸邦东部第四特区成立以来一直维持军政自治，仅在名义上隶属于缅甸联邦政府及掸邦政府。该地的最高领导机构是和平与团结委员会（原简称和团会，现简称和团委），由该地区最高领导机构“军政委员会”改组而成。和平与团结委员会代主席是吴腾林（U Htein Lin，汉名林道德）。2007年1月，和团会新设书记处，由吴再林之子吴腾林担任总书记。现任和团会领导成员有：主席吴腾林，副主席吴桑柏、吴尚路，常委罗长保、秘书长吴吉敏、常委李正龙、吴康貌、吴再迪，书记处秘书长阿六。
撣邦東部民族民主同盟軍是该地的武装力量，吴腾林任总司令，李阿财任副司令兼参谋长，罗长保任军委秘书长。

## 對外交流
特區外交事務現由緬甸聯邦政府代表。为与联邦政府、掸邦政府以及其他民地武组织交流，特区政府在景栋、邦康等地设有对外办事处。
特區与缅共时代的援助国——中华人民共和国、越南和老挝保持一定联系，外事交流頻繁地區主要為特區周邊的佤邦、果敢等地區，以及与其接壤的中國雲南省、老挝琅南塔省及波乔省。

## 经济
当地政府放开了博彩业，并为其提供安全保障。2017年，勐拉有8家赌城。最早的赌场是建立于1995年的金三角赌场。各大赌场使出各种手段吸引赌客上门参赌。

## 注
1. ↑  曲调与缅甸国歌相同，但重新填词
2. ↑  其他包括拉祜族、苗族、阿克族、佤族、片族、景颇族、缅族、克伦族、克耶族等13個民族
3. ↑  吴再林的亲属在政府中掌握关键权力
4. ↑  吴腾林兼任掸邦东部民族民主同盟军总司令。